# GC-2
Die GC-2, auch Autovía del Norte de Gran Canaria genannt, ist eine Fernstraße auf der spanischen Insel Gran Canaria. Sie verbindet auf einer Länge von 32 km Las Palmas (an der nordöstlichen Küste der Insel) mit der kleinen Stadt Agaete (an der nordwestlichen Küste). Sie ist neben der GC-1, die über die „Umgehungsstraße von Las Palmas“ (GC-3) erreicht werden kann, eine der Hauptverkehrsstraßen auf Gran Canaria.
Die Autovia wurde Ende der 1970er Jahre eröffnet und verlief zuerst nur innerhalb Las Palmas. Sie wurde später in westlicher Richtung erweitert und schließlich in den 1980er und 1990er Jahren bis zur Küste verlängert.